# Paolo Morelli (cantante)
Paolo Morelli (Napoli, 29 gennaio 1947 – Roma, 9 ottobre 2013) è stato un musicista e cantautore italiano, il cui nome è strettamente legato a quello del complesso musicale degli Alunni del Sole.
Non pubblicò mai dischi in veste di cantante solista, ma all'interno del complesso era leader, tastierista, voce solista e in genere autore sia della musica sia dei testi. Più di una volta, la fama delle sue melodie ha varcato i confini nazionali.

## Biografia
Figlio di musicisti di impronta classica, completò gli studi accademici di composizione e pianoforte, lo strumento musicale di cui avrebbe successivamente fatto maggior uso; insieme con il fratello Bruno lasciò Napoli per trasferirsi a Roma, dove i due fondarono alla fine del 1968 il gruppo musicale degli Alunni del Sole (chiamato inizialmente "Maronti").

## Carriera

### Inizi
A cavallo tra gli anni sessanta e gli anni settanta, verso la fine dell'epoca beat, fu coautore e principale interprete di una prima, copiosa produzione di singoli. Appoggiandosi dapprima alle sonorità beat, Morelli portò il complesso degli Alunni del Sole a una rapida affermazione. A sostenere le sorti del gruppo contribuiva la regolare partecipazione a Speciale per voi sul Seconda Rete della Rai: Morelli proponeva un accompagnamento musicale al programma e il complesso eseguiva noti brani come L'aquilone e Concerto.

### Gli anni settanta
Lasciata alle spalle l'epoca beat, Morelli si orientò a una linea più vicina al pop melodico, focalizzando i testi sulla narrazione dell'amore impossibile e dando forme più compiute e autonome ai tratti classicheggianti che in alcune occasioni si erano delineati durante le prime produzioni musicali del gruppo.
A partire dall'inizio del decennio, Paolo Morelli figurava come autore non più solamente di tutte le musiche, ma anche dei testi del complesso. La sua funzione di leader all'interno degli Alunni del Sole diventava in tal modo ancora più evidente: il fatto che l'esponente di punta di un gruppo coprisse un ruolo di guida talmente pronunciato distingueva gli Alunni del Sole da quasi tutti i più noti complessi italiani del periodo. L'appartenenza a un gruppo comportava per il musicista anche il vantaggio di non dover esporsi in maniera troppo diretta all'attenzione pubblica e alla luce dei riflettori, stimoli che non corrispondevano necessariamente alle sue esigenze.
Si pose anche la questione se fare incidere Paolo Morelli da cantante solista piuttosto che all'interno degli Alunni del Sole, ma la casa discografica nella persona di Antonio Casetta dispose di mantenere unicamente la seconda opzione, dato che a quell'epoca pareva che i complessi avessero migliori possibilità di affermazione. Paolo e il fratello Bruno, anche lui componente del gruppo, erano del resto considerati inseparabili. Comunque, ogni tanto il nome di Morelli finiva ugualmente per figurare con una certa evidenza sulla copertina dei dischi del gruppo. 
La casa discografica in cui il complesso lavorava era la Produttori Associati: con questa etichetta, attiva fino al 1977, il gruppo realizzò una produzione abbastanza regolare di album; durante questo periodo, non di rado il musicista si consultava con Fabrizio De André, che lavorava anche lui per la Produttori Associati; questo accadeva durante i periodi in cui Morelli lasciava Roma per recarsi a Milano in casa discografica.
Malgrado fosse romano di adozione e le canzoni del gruppo siano state in gran parte scritte in italiano, Morelli restò legato alla sua città di origine: gli si attribuisce il merito di avere contribuito sostanzialmente, con alcuni testi in napoletano, alla rivalutazione della canzone partenopea iniziata a partire dalla fine del decennio. L'esempio più noto fu senz'altro il brano ’A canzuncella del 1977, riproposta in innumerevoli cover; è proprio questo il pezzo che, a detta dello stesso Morelli, gli ha procurato le maggiori soddisfazioni professionali, anche se la canzone cui si sentiva più legato a livello personale pare sia stata Concerto, altro pezzo di ispirazione mediterranea.
Ancora all'apice della loro carriera, nel 1978 gli Alunni del Sole risultarono vincitori tanto a Vota la voce quanto al Festivalbar (ex aequo con Kate Bush). Dopo gli anni settanta la fama del gruppo, prima rimaneggiato nella formazione e successivamente privo di un appoggio regolare da parte delle case discografiche, subì un netto calo; tuttavia, ciò andrebbe inquadrato nel fenomeno generale che all'epoca colpì numerosi complessi musicali italiani. Alquanto scettico nei confronti dei mass media e degli sviluppi commerciali in corso sul mercato discografico, Morelli avrebbe comunque continuato l'attività artistica; proseguì anche la produzione di cover da parte di altri.

### Cover e canzoni per altri artisti
All'epoca della loro uscita diverse musiche degli Alunni del Sole e quindi di Morelli attirarono l'attenzione di produttori e noti cantanti internazionali che portò all'interpretazione delle canzoni con testi in lingua straniera (un ciclo che si concluse con Plácido Domingo).
In un ciclo successivo, si profilò una serie di nuove versioni realizzate da artisti italiani con i testi originali; in questo periodo, vennero riproposti pezzi noti già da perecchio tempo. 
La presente lista non esaustiva comprende, oltre a note cover dei brani del complesso con versioni in studio, le poche canzoni che Morelli scrisse eccezionalmente per altri artisti:
- Morelli è l'autore delle musiche e, se non altrimenti specificato, dei testi in italiano o napoletano.
- Tra i brani composti per altri artisti, Laggiù nella campagna verde e Na canzone vennero in un secondo tempo pubblicate dagli Alunni del Sole.

| Anno | Titolo                        | Interprete        | Versione Alunni del Sole            | Note su versione interprete                      |
| ---- | ----------------------------- | ----------------- | ----------------------------------- | ------------------------------------------------ |
| 1969 | Labbra d'amore                | Donatella Moretti | -                                   | 45 giri; testo di C. Rossi                       |
| 1972 | Laggiù nella campagna verde   | Little Tony       | Omonima (per Le maschere infuocate) | 45 giri 1972; testo di D.A. Ciotti e P. Morelli  |
| 1974 | Concerto                      | Gil Ventura       | 1969 - Concerto                     | Strumentale per album Sax club number 7          |
| 1976 | Jenny                         | Bobby Vinton      | 1974 - Jenny                        | Cover USA, album Serenades of Love               |
| 1977 | ’A canzuncella                | Fausto Papetti    | 1977 - 'A canzuncella               | Strumentale: album 25ª raccolta                  |
| 1978 | Quand on sera deux            | Joe Dassin        | 1977 - 'A canzuncella               | In francese. LP Les femmes de ma vie             |
| 1978 | Ik dacht niet te kunnen leven | Willem Duyn       | 1977 - 'A canzuncella               | 45 giri olandese                                 |
| 1978 | Cancioncilla                  | Dyango            | 1977 - 'A canzuncella               | Album Dyango – IV, in spagnolo                   |
| 1978 | ...Davon stirbt man nicht!    | Jürgen Marcus     | 1977 - 'A canzuncella               | Germania, album Jürgen Marcus                    |
| 1983 | Remembering                   | Plácido Domingo   | 1979 - Giocattolo                   | Album My Life for a Song                         |
| 1989 | ’A canzuncella                | Enrico Ruggeri    | 1977 - 'A canzuncella               | Album Contatti                                   |
| 1990 | ...E mi manchi tanto          | Franco Simone     | 1973 - ...E mi manchi tanto         | Sottotitolo la nostalgia - da Vocepiano          |
| 1995 | ’A canzuncella                | Mario Maglione    | 1977 - 'A canzuncella               | Album Ricordi di Napoli                          |
| 2001 | ’A canzuncella                | Ornella Vanoni    | 1977 - 'A canzuncella               | Album Un panino una birra e poi...               |
| 2001 | Concerto                      | Ornella Vanoni    | 1969 - Concerto                     | Vedi album precedente; testo di C. Rossi         |
| 2005 | ’A canzuncella                | Mauro Nardi       | 1977 - 'A canzuncella               | Da Evergreen                                     |
| 2008 | ’A canzuncella                | Matia Bazar       | 1977 - 'A canzuncella               | Da One1 Two2 Three3 Four4 II                     |
| 2009 | ...E mi manchi tanto          | Patty Pravo       | 1973 - ...E mi manchi tanto         | Live Arena di Verona / Circola un video su di me |
| 2013 | 'Na canzone                   | Patty Pravo       | Omonima, per Il sogno che svanisce  | Da Meravigliosamente Patty                       |
| 2013 | Liù                           | Claudia Megrè     | 1978 - Liù                          | Album Da domani                                  |

Un discorso a parte riguarda le canzoni incluse nell'album tributo Continuando verso Napoli (Ricordando Paolo Morelli) dell'etichetta Suonidelsud, 2019. Il doppio CD comprende in maggioranza cover interpretate da artisti partenopei quali Audio 2, Franco Del Prete, Gigi Finizio, Enzo Gragnaniello o Monica Sarnelli, passando per diversi dei brani sopracitati e anche attraverso canzoni come L'Aquilone, I ritornelli inventati, Un'altra poesia, I tuoi silenzi,  Pagliaccio, Tarantè e Finisce qui.

### Tempi recenti
Benché a partire dagli anni ottanta l'attività discografica degli Alunni del Sole si fosse ridotta al minimo, l'artista si è concentrato su un'attività concertistica con il gruppo. È in questo periodo che Morelli ha composto il suo brano ’Na canzone, unico pezzo inedito dell’album antologico Meravigliosamente Patty della cantante veneta, il primo cofanetto compilato personalmente dall'artista stessa, la quale aveva chiesto a Morelli di metterle a disposizione una canzone nuova.
Il musicista è morto a Roma nel 2013 in seguito a un attacco cardiaco, il che secondo alcuni è avvenuto senza che i maggiori circuiti mediatici attribuissero particolare rilievo alla sua scomparsa. Era stato il fratello Bruno, suo vicino accompagnatore sia artisticamente sia nella vita privata, a scoprirne la morte, avvenuta in automobile durante una sosta di parcheggio nel corso della quale Bruno si era brevemente assentato.
Anche se all'epoca si stava attuando un rilancio degli Alunni del Sole, è da notare il fatto che Morelli, scapolo e di carattere riservato, col tempo si era ritirato in maggior misura nella sua passione privata, quella di pittore; si trattava peraltro di un'attività che era, il più delle volte, restio a esternare in pubblico.

## Riconoscimenti
- Nel 2010, premio Carosone per il contributo fornito alla canzone napoletana (Alunni del Sole).[5]

- Nel 2020, riconoscimento come 'cittadino illustre' da parte del comune di Napoli.[12]

### Discografia
- Discografia (con gli Alunni del Sole), su discogs.com. URL consultato il 31 agosto 2017.
- Discografia degli Alunni del Sole, su alunnidelsole.it. URL consultato il 16 settembre 2017.

### Miscellanea
- Paolo Morell, su discogs.com. URL consultato il 20 agosto 2017.
- Intervista a Bruno Morelli, su intervisteweb.blogspot.ch. URL consultato il 16 settembre 2017.

| Controllo di autorità | SBN DDSV356250 |